# Fachschule für Foto- und Medientechnik
Die Fachschule für Foto- und Medientechnik (FFM) in Potsdam ist eine weiterbildende, öffentlich-rechtliche Höhere Fachschule, die aus der Staatlichen Fachschule für Optik und Fototechnik hervorgegangen ist.

## Geschichte
Die Schule wurde 1997 durch eine Neugründung in der kommunalen Berufsschule in Potsdam-Babelsberg als Weiterbildungsgang, der auf die Berufe aus der Medienbranche aufbaut, beibehalten und medienspezifisch erweitert. Seit September 2002 ist die FFM auf dem Campus des Oberstufenzentrum I Technik Potsdam (OSZ I) in einer ehemaligen Garde-Ulanen-Kaserne (Potsdam) nahe dem Potsdamer Jägertor angesiedelt.

## Ausbildung

### Zugangsvoraussetzungen
Die Weiterbildung zum staatlich geprüften Foto- und Medientechniker an der FFM  setzt die Fachoberschulreife, eine einschlägige Berufsausbildung sowie Berufserfahrung von mindestens einem Jahr voraus.
Insbesondere Bewerber mit folgender Berufsausbildung werden zugelassen:
- Fotograf
- Fotolaborant
- Fotomedienlaborant
- Mediengestalter Digital und Print
- Mediengestalter Bild und Ton
- Gestaltungstechnischer Assistent
- Drucker

### Ausbildungsinhalte
Die Ausbildung besteht aus dem berufsübergreifenden Lernbereich mit den Fächern
- Deutsch/Kommunikation,
- Englisch,
- Wirtschafts- und Arbeitsrecht sowie
- Politische Bildung.

Der berufsbezogene Lernbereich ist in neun Lernfelder gegliedert:
1. Projektmanagement
2. Erfassen und Aufbereiten analoger und digitaler Daten
3. Ausgabe und Weiterleiten von analogen und digitalen Daten
4. Gestaltungstheorien und -mittel
5. Datennetze und interaktive Komponenten
6. Printprodukte
7. Online- und Multimedia-Produkte
8. Betriebswirtschaft und Medienmarketing
9. Medien- und Materialkunde

Ergänzend gibt es einen Wahlbereich zum Erwerb der Fachhochschulreife, welcher Deutsch/Kommunikation und Mathematik umfasst.
Das OSZ-I Technik Potsdam unterstützt die Teilnehmer der Weiterbildung bei dem Ablegen der Ausbildereignungsprüfung, leitet sie bei der Teilnahme am Businessplan-Wettbewerb Berlin-Brandenburg an und ermöglicht ihnen eine Zertifizierung ihrer Englischkenntnisse (KMK-Fremdsprachenzertifikat).

### Ausbildungsbedingungen
Die Weiterbildung dauert vier Semester.
Sie findet im Vollzeitunterricht mit 31 Schulstunden je Unterrichtswoche statt; die Schulferien sind unterrichtsfrei. Über diese Präsenzzeit hinaus führen die Teilnehmer eigenständig oder unter Anleitung Übungen und Projekte durch.
Der Campus des OSZ I-Technik Potsdam bietet den Teilnehmern neben allgemeinen Unterrichtsräumen zwei voll ausgestattete Fotostudios, mehrere SW- und Farblabore sowie einen Fachraum für elektronische Medienbearbeitung.
Die Weiterbildung ist für die Teilnehmer kostenfrei. Sie ist grundsätzlich förderfähig nach BAföG.

### Prüfung
Die Abschlussprüfung besteht aus einem schriftlichen und einem mündlichen Teil. Sie findet im letzten Schulhalbjahr statt.
Der schriftliche Prüfungsteil besteht umfasst die Lernfelder
- Erfassen und Aufbereiten analoger und digitaler Daten,
- Ausgabe und Weiterleiten von analogen und digitalen Daten und
- Gestaltungstheorien und -mittel.

Die mündliche Prüfung kann in allen Lernfeldern stattfinden.

## Abschluss
Teilnehmer erlangen nach bestandener Prüfung den Abschluss Staatlich geprüfter Techniker Fachrichtung Foto- und Medientechnik.
Die Weiterbildung an der FFM wird in Teilen für die Meisterprüfung im Fotografenhandwerk anerkannt.
Der Abschluss kann von ausländischen Hochschulen als Voraussetzung für ein weiterführendes Studium anerkannt werden.